# Manchester Giants
I Manchester Giants sono una società cestistica avente sede a Manchester, in Inghilterra.
Dal 2011 milita nella massima divisione del Regno Unito, la British Basketball League.

## Manchester Giants (1975-2001)
La prima formazione che negli anni seguenti sarebbe diventata i Manchester Giants, furono gli Stockport Belgrade (1975–1981) che arrivarono a disputare anche la Coppa Korac. Nel 1981 decisero il trasferimento a Warrington cambiando denominazione in Warrington Vikings (1981–1984) ed arrivando a disputare la finale contro i Solent Star per 70-64. A metà della successiva stagione il controllo della società passa alla squadra di calcio dei Manchester United da cui prenderanno la denominazione dal 1985 al 1988. L'esperimento di questa polisportiva fallisce per gli scarsi risultati e la società viene successivamente rilevata da un gruppo di imprenditori cambiandone la denominazione in Manchester Eagles (1988–1990). Proprio nel novanta i Manchester e i rinati Stockport Giants si fusero per dar vita ai Manchester Giants (1990–2001), formazione alla quale si deve l'unico titolo conquistato nel 1999-2000. Le difficoltà economiche fecero chiudere la franchigia nel 2001.

## Manchester Giants (2011-)
Nel 2011 un consorzio avvia l'idea di una squadra di Manchester nella massima lega del Regno Unito. Dopo la rinuncia dei Manchester Magic, formazione militante nel English Basketball League, si decise di fondarne una nuova e di far rivivere il marchio Giants. Nel 2012 entreranno a far parte del massimo campionato di basket della British Basketball League.